# Miombogirlitz
Der Miombogirlitz (Crithagra reichardi, Syn.: Serinus reichardi) ist eine Art aus der Familie der Finken. Er kommt ausschließlich in Ostafrika vor.
Es werden zwei Unterarten unterschieden. Die IUCN stuft den Miombogirlitz als nicht gefährdet (least concern) ein.

## Erscheinungsbild
Der Miombogirlitz erreicht eine Körpergröße von 12,5 bis 13 Zentimeter. Es besteht kein auffälliger Sexualdimorphismus.
Der Oberkopf des Miombogirlitz ist von der Stirn bis zum Hinterhals bräunlich weiß und dunkelbraun längs gestreift. Der Mantel und der Rücken sind erdbraun mit unscharfen, dunkelbraunen Längsstreifen. Der Bürzel und die Oberschwanzdecken sind erdbraun ohne Längsstreifen. Die Steuerfedern sind dunkelbraun. Miombogirlitze haben breite, helle Überaugstreifen, die sich bis zu den Halsseiten erstrecken. Die Region zwischen Schnabelbasis und Augen, die Wangen und die Ohrdecken sind dunkelbraun. Das Kinn und die Kehle sind weiß mit einem leicht bräunlichen Schimmer. Die Brust und die Flanken sind bräunlich, die Körperseiten und die Flanken sind etwas dunkler. Auf der Oberbrust befinden sich dunkelbraune Längsstreifen, die Längsstreifen auf der unteren Brust und den Flanken sind unschärfer. Der Bauch und die Unterschwanzdecken sind bräunlich weiß. Der Schnabel ist schiefergrau, die Augen sind braun und die Beine sind schwarz.
Jungvögel sind blasser und auf der Körperoberseite mehr rötlich-braun als die adulten Vögel. Die Längsstreifen sind weniger auffällig. Der Miombogirlitz ähnelt dem Strichelgirlitz, allerdings ist der Miombogirlitz weniger intensiv gestreift. Vom Brauen- und vom Rüpellgirlitz unterscheidet sich der Miombogirlitz durch seine längs gestreifte Körperunterseite. Verwechslungsmöglichkeiten besteht auch mit dem Schwarzwangengirlitz, der jedoch eine schwarze und nicht braune Gesichtszeichnung wie der Miombogirlitz hat.

## Verbreitungsgebiet
Der Miombogirlitz kommt vom Nordosten Äthiopiens bis in den Nordosten in Namibia vor, das Verbreitungsgebiet ist jedoch nicht zusammenhängend. Der Miombogirlitz ist in Äthiopien besonders häufig in dem westlichen und dem südöstlichen Hochland. In Kenia ist der Miombogirlitz dagegen verhältnismäßig selten, er kommt hier überwiegend zwischen 1.600 und 2.000 Höhenmetern vor. In Malawi ist er gleichfalls auf Höhenlagen zwischen 900 und 2.000 Metern verbreitet.
Der Lebensraum des Miombogirlitzes sind in Kenia schütter bewachsene Steilabhänge, weiter südlich in seinem Verbreitungsgebiet ist der Miomobogirlitz auf weitgehend unberührte Brachystegia- und Baikiaea-Wälder begrenzt.

## Lebensweise
Der Miombogirlitz ist in der Regel ein scheuer und auffälliger Vogel. Auffällig ist nur das Männchen, wenn es von einer erhöhten Singwarte aus singt. Aus dem Verhalten der Männchen wird geschlossen, dass die Territorien sehr groß sind. Miombogirlitze kommen paarweise oder in kleinen Trupps von drei bis fünf Individuen vor. Gelegentlich werden auch Trupps mit zehn bis zwanzig Individuen beobachtet. Sie suchen einen großen Teil ihrer Nahrung auf dem Erdboden. Die Individuen eines Trupps von Miombogirlitzen wurden aber auch schon dabei beobachtet, dass sie von Baumwipfeln aus fliegende Insekten fingen. Ansonsten ist über seine Nahrungsweise wenig bekannt.
Miombogirlitze brüten einzeln oder in kleinen Kolonien von vier bis fünf Paaren. Über die Fortpflanzungsbiologie dieser Art ist ansonsten nichts bekannt. Angaben über Gelegegröße und Nestbau beruhen nach Ansicht von Fry et al., auf einer Verwechselung mit dem Brauengirlitz.

## Einzelbelege
1. 1 2 3  Fry et al., S. 509.
2. 1 2  Fry et al., S. 510.